# Davča, Železniki
Davča je razloženo naselje samotnih kmetij, ki spada pod občino Železniki. Danes ima 254 prebivalcev.
Center vasi obsega cerkev, gostišče, šola, trgovina in nekaj hiš, ostale hiše pa so raztresene na 24 km² Škofjeloškega pogorja na nadmorski višini med 850 in 1100 metri ob istoimenskem potoku (tudi Davščica), ki je ustvari zelo razgiban teren. Davča velja za najbolj raztegnjeno vas v Sloveniji, hiše so raztresene na zračni razdalji 10 km.

## Geografske značilnosti
Teren na katerem leži vas je sestavljen iz nestabilnih skrilavcev, ki jih je hudourni potok Davščica skozi tisočletja slikovito preoblikoval. Naravna zanimivost so ozke soteske, pečine, vodni skočniki in nekaj slapov. Hribovje je sicer geološko zelo pestro, saj se tukaj nahajajo tudi dolomiti zgornje triasne starosti, ki obsegajo karbonate, kremene in precej gomoljev roženca.
Davčo na eni strani omejuje Porezen (1622 m), na severu Selška Sora, na jugu sleme, ki se razteza proti Blegošu (1562 m). Potok Davča deli območje na dva slemena. Na severnem ležijo Žbont (981 m) in več Kovkov (Čemažarjev 1048 m, Šoštarjev 1102 m, Jemčev 1103m), na jugu pa so Cimprovka (1253 m), Bičkarjev  vrh (1106 m), Tuškov grič (1103 m) in Črni vrh (1288) na katerem je znano smučišče.
Naselje je razdeljeno na Spodnjo Davčo, Zgornjo Davčo, Osojno Davčo in Leskovško Davčo. Leta 1962 je vas dobila prvo sodobno cestno povezavo z dolino v Zalem logu.
Zanimiva je tudi kulturna krajina, ki se je razvijala na osnovi gozdarstva in pašništva, veliko tradicijo pa je imela pridelava lanu in izdelovanje lanenega platna, kar danes obujajo na nekaterih prireditvah.
Izvir Davče se nahaja pod Konjskim vrhom v Poreznu. Na potoku so trije slapovi, najlepši se imenuje Pod kotlom. Potok ima izrazito hudourniški značaj, zato zelo pogosto povzroča veliko gmotno škodo na infrastrukturi in pobočjih (plazovi).

## Zgodovina
Prvi prebivalci so območje naselili v času loškega gospodstva. Leta 1478 je Urška Dolinarka z vaščani Davče pognala Turke proč iz vasi. Na to še zdaj spominja križ vsekan v skalo. V letih 1560–1580 so pripadali županstvu Sorica, v začetku 17. stoletja pa je dobila vas samostojno županstvo. S poljanske strani so v okolico Črnega vrha ljudje prihajali do leta 1656. Naselje se najprej imenovalo "in der Alss", kar pomeni "v planini". Za loški grad so morali prebivalci pripravljati drva in les za apnenice, jezove in zgradbe. Leta 1878 je dal Martin Jemec sezidati cerkev Naše ljube gospe presvetega srca Jezusovega, v kateri je slika Štefana Šubica iz leta 1880, leta 1954 je bila zgrajena šola.
Junija 1943 je bil na Žbontu ustanovljen Gorenjski odred. Jeseni leta 1943 je nemška vojska minirala župnišče. Prav tako jeseni 1943 je Prešernova brigada osvobodila Davčo, ki je ostala osvobojena do konca vojne. Tukaj so bili nato sedeži različnih vojaških in civilnih oblasti, bolnica in tiskarna, v kateri so natisnili tudi Prešernovo Zdravljico.
Od tukaj je doma tudi podobar Marko Peternel (1829–1905).

## Turizem
Davča je eno od izhodišč za pohod na Porezen v katerega zavetju naselje leži. Dostopen je v 2 urah po več različicah markiranih planinskih poti.
Ogleda vredni so Davški slapovi, trije so, lahko dostopnost omogoča dobro označena pot.
Tradicionalni Dan teric, ki poteka vsak tretji avgustovski vikend na kmetiji Pri Vrhovcu, pomaga ohranjati kulturno izročilo. Še petdeset let nazaj je bilo ob skoraj vsaki davški kmetiji videti modro cvetoče polje lanu, ki so ga v skladu s tradicijo kmetje populili (lan se ne žanje) in posušili. Terice nato lan terejo na trlicah. Vlakna se nato češejo in na kolovratih spletejo v niti. Platno stkejo iz teh niti na statvah.
Postopek izdelave domačega platna, ki je izumrlo s prihodom cenenega tekstila, je mogoče videti v etnografskem muzeju v središču vasi, ki je bil odprt leta 2007.